# 関晴正
関 晴正（せき はれまさ、1923年11月26日 - 2008年10月26日）は、日本の政治家。元日本社会党衆議院議員（4期）。

## 来歴
青森県五所川原市出身。旧制青森中学校（現青森県立青森高等学校）を経て1945年青森師範学校を卒業。小学校教師となり、日教組中央委員。1951年青森市議に初当選。のちに青森県議を経て、1977年の参院選に青森県選挙区から出馬するが、3位で落選。
1979年の総選挙で青森県第1区から立候補して初当選。当選3回を数えたが、1986年の総選挙で落選。1990年の総選挙で復帰、1993年に引退。地盤を今村修に譲った。
2008年10月26日、脳梗塞後遺症のため青森市内の病院で死去。84歳没。